# Affaire Ibrahim Ali
L’affaire Ibrahim Ali est une affaire criminelle française portant sur l'homicide volontaire d'Ibrahim Ali, âgé de 17 ans, par un colleur d'affiches du Front national, Robert Lagier, le 21 février 1995 à Marseille.

## Déroulement des faits
À Marseille, le 21 février 1995, lors de la campagne électorale des présidentielles et municipales, Robert Lagier, Mario d’Ambrosio et Pierre Giglio, des militants du Front national, décident d’aller coller des affiches à l’effigie de Jean-Marie Le Pen. Ils sont armés de pistolets 22. Lr et 7,65 mm.
Au carrefour des Aygalades, dans le 15e arrondissement de Marseille, Mario d'Ambrosio décide d’assurer la surveillance des affiches qui viennent d’être collées. Les deux autres partent coller plus loin où ils se retrouvent face à un groupe de jeunes d’origine africaine du groupe de rap B.Vice courant sur toute la largeur de la rue. Ils disent avoir été agressés et être repartis en courant rejoindre le carrefour où est resté d’Ambrosio. Les adolescents disent qu’ils couraient pour ne pas rater leur bus.
Lagier tire une première fois et l’un des jeunes fait mine de s’effondrer. Le groupe de jeunes s’enfuit en rebroussant chemin. Deux autres coups claquent, une des balles atteint dans le dos Ibrahim Ali, un Français d’origine comorienne âgé de 17 ans. D'Ambrosio, à son tour, fait feu vers les jeunes.
Les marins-pompiers, prévenus par un patron de bar, arrivent peu après et découvrent une plaie au thorax, dans le dos. Ali décède une demi-heure après sa prise en charge.

## Suites politiques
Deux jours après les faits, Bruno Mégret affirme que le meurtrier a été « violemment agressé » : « si nos colleurs n’avaient pas été armés, ils seraient probablement morts » ; il en conclut que c'était « la faute de l’immigration massive et incontrôlée ». Jean-Marie Le Pen commente auprès de ses militants en ces termes : « Au moins, ce malheureux incident a attiré l'attention générale sur la présence à Marseille de 50 000 Comoriens. Que font-ils là ? ».

## Suites judiciaires
Lagier maintiendra sa version de l’agression, et répétera que les voitures des trois militants FN ont été abîmées par le groupe et qu'ils se sont défendus. Les policiers qui ont été les premiers sur place, quelques minutes après le drame, sont venus expliquer à la cour qu’ils n’ont pas trouvé de pierres sur place, bien que Lagier dise avoir distinctement entendu des impacts sur sa voiture ce soir-là.
Robert Lagier, l’auteur du coup de feu mortel, « pied-noir » né en 1932 à Alger, est reconnu coupable d’homicide volontaire, ainsi que de tentatives d’homicides volontaires et de violences avec armes. Il est condamné en 1998 à 15 ans de réclusion criminelle, alors que l’avocat général, Étienne Cecaldi, avait requis contre lui 20 ans. Mario d'Ambrosio, auteur de plusieurs coups de feu, écope de 10 ans d’emprisonnement pour tentatives d’homicides volontaires ; la cour d'assises dépasse la réquisition de l’avocat général qui avait demandé 7 ans de prison. Pierre Giglio, le responsable du groupe de colleurs d’affiches, est  condamné à deux ans de prison dont un avec sursis pour port d’arme.
Bruno Mégret était présent à la barre pour soutenir les trois militants. Robert Lagier décède d'un cancer en prison en 2001 âgé de 69 ans. Libéré en 2002, D'Ambrosio est employé par la mairie de Vitrolles à sa sortie de prison.

## Postérité

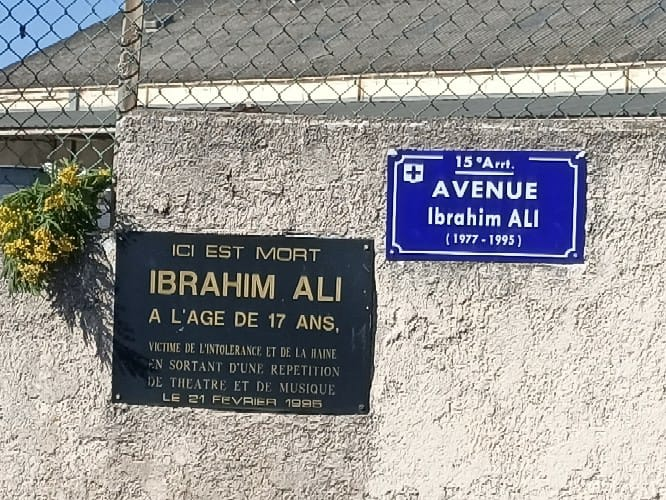
Plaque commémorative sur le lieu du meurtre d'Ibrahim Ali, aux Quatre Chemins des Aygalades (Marseille). Au-dessus, à droite, nouvelle plaque de l'avenue Ibrahim-Ali, ex-avenue des Aygalades.

En 1996,  Jean-Claude Izzo dédie Chourmo, le 2e roman de sa trilogie marseillaise Fabio Montale, « à la mémoire d’Ibrahim Ali, abattu dans les quartiers nord de Marseille par des colleurs d’affiche du FN ». Le chanteur Alex Beaupain fait allusion à cette affaire dans sa chanson Quitter la ville (sur l'album Garçon d'honneur, 2005) ; le groupe de rock toulousain Bruit qui court dans la chanson La Mélancolie (sur l'album X, 2014) ; Le Rat Luciano du groupe de rap marseillais Fonky Family dans la chanson Mystère et suspense (sur l'album Art de Rue, 2001) ; Anti Racist Soldiers de Spook and the Guay en 1998 dans l'album Mi Tierra. ;
En mai 2013, des associations et des élus marseillais proposent d'instaurer une « journée Ibrahim Ali » chaque 21 février. Cette initiative destinée à « la lutte contre le racisme » est présentée par divers élus du centre et de gauche au conseil municipal; elle n'a pas le soutien escompté et elle est même dénoncée par le responsable local du Front national, Stéphane Ravier qui évoque une « profanation ».
En 2015, vingt ans après les faits, hors une plaque indicative au carrefour où Ibrahim Ali fut abattu,,, nulle commémoration ne semble avoir été prise au niveau municipal pour honorer la mémoire et la famille de la victime. Seuls, les proches et les membres de la Sound Musical School proposent chaque année une commémoration chemin des Aygalades (15e arrondissement de Marseille), ainsi que des interventions culturelles et socio-éducatives.
En février 2021, le conseil municipal de la ville de Marseille décide de rebaptiser l'avenue des Aygalades avenue Ibrahim-Ali,,,, ; la plaque est dévoilée le 21 février 2021,,.
Le 18 octobre 2024, le conseil municipal de la ville de Marseille vote la création du prix Ibrahim Ali. Ce prix, destiné aux classes de la ville allant de la Grande section au CM2, récompensera un travail collectif de lutte contre les discriminations et les stéréotypes. Seul le Rassemblement national vote contre la résolution.